# 2012 TV
2012 TVは、推定直径が30メートル (98 ft)の地球に近いアポロ群に属する小惑星である。地球に最も接近したのは2012年10月7日で、距離は0.0017天文単位 (250,000 km; 160,000 mi)であった。また、1時間前に0.0028天文単位 (420,000 km; 260,000 mi)の距離で月にも接近していた。1.8日の短い観測弧で、2012 TVはセントリーリスクテーブルにリストされており、2081年4月2日に地球に影響を与える可能性は1/500,000である。
2022年2月中旬に近日点に到達するため、太陽の方向から地球に接近する。2022年4月の最も近い接近は0.66月の距離 (250,000 km)である可能性があるが、地球から数百万キロメートルの距離を通過すると予想されている。
| 日付                  | JPL SBDB 名目上の地心 距離 | 不確実性 領域 (3シグマ) |
| --------------------- | -------------------------- | ----------------------- |
| 2022-04-05.2 ± 4.3 日 | 7400000 km                 | ± 11600000 km           |